# Heinz Büngeler
Heinz Büngeler (* 29. März 1913 in Halle (Saale); † 4. März 1943 in der Sowjetunion) war als SS-Obersturmführer d. R. (Waffen-SS) u. a. Adjutant des Lagerkommandanten im KZ Buchenwald.

## Leben
Zum 1. Mai 1933 trat Büngeler in die NSDAP (Mitgliedsnummer 2.451.052) und zum 5. Februar 1934 in die SS (SS-Nummer 236.287) ein. Ab Februar 1934 gehörte Büngeler dem Sonderkommando Sachsen an und war zunächst der Wachmannschaft des KZ Sachsenburg und später der dortigen Lagerkommandantur zugeteilt. Von dort wechselte er als Stabsscharführer ins KZ Buchenwald und am 1. Mai 1938 in gleicher Funktion ins KZ Flossenbürg. Zwischen dem 1. Oktober 1938 bis Ende Dezember 1939 gehörte er dem Stab Führer SS-Totenkopfverbände an. Dann wechselte er am 1. Januar 1940 zur Inspektion der Konzentrationslager, wo er zunächst bis zum 1. April 1940 als Personalsachbearbeiter tätig war und danach bis Ende Juni 1940 als Referent bei der Politischen Abteilung. Spätestens Anfang Juli 1940 wurde er nach Norwegen versetzt. Anfang Oktober 1940 wurde Büngeler wieder ins KZ Buchenwald versetzt, wo er vom 1. Januar 1941 bis zum 27. Juni 1942 Adjutant zunächst des Lagerkommandanten Karl Otto Koch und dann Hermann Pisters war. An der SS-Unterführerschule Radolfzell besuchte er anschließend einen Führerlehrgang. Auf eigenen Wunsch kehrte er nicht in den Lagerdienst zurück und ließ sich, obwohl aufgrund eines Meniskusschadens als nicht kriegsverwendungsfähig eingestuft, zur Waffen-SS versetzen. Als Angehöriger der SS-Panzergrenadier-Division „Totenkopf“ fiel Büngeler Anfang März 1943 in der Sowjetunion.